# Stege Bugt
Stege Bugt är en bukt i Danmark. Den ligger i Region Själland, i den sydöstra delen av landet, 80 km söder om Köpenhamn.
Stege Bugt är farvattnet nordväst om Møn, utanför staden Stege. Det ligger mellan Ulvsund och Bøgestrøm. Öarna Lindholm och Tyreholm ligger i Stege Bugt.